# Luka Gudelj
Luka Gudelj, hrvatski tenor.
Magistrirao operno pjevanje na Bečkoj akademiji. Član je tenorskog kvinteta »Tenori Amici«.
Dobitnik je Večernjakove domovnice 2012. za najpopularnijeg pjevača iz hrvatskog iseljeništva.